# Åbykorset
Åbykorset, også kendt som Det gyldne krucifiks fra ca.1050 er Danmarks ældste krucifiks, og befinder sig på Nationalmuseet, men en kopi findes blandt andet i middelalderlandsbyen i Brøndby og i krypten under Vor Frue Kirke i Århus. 
| Religion | Spire Denne religionsartikel er en spire som bør udbygges. Du er velkommen til at hjælpe Wikipedia ved at udvide den. |